# Tapétadizájnerek
A tapétadizájnerek új típusú, stílusú tapéták és más falburkolatok előállításával foglalkoznak. A szakma egyidős a tapéták díszítésével, ám jelenlegi formájában csak a 20. században forrott ki. A tapétadizájnerek általában egy tapétát vagy falburkolatokat gyártó vállalat alkalmazásában állnak vagy szabadúszóként dolgoznak. A szakmát számos helyen oktatják is különféle kurzusokon, amelyek elsősorban a felületi dizájnra fókuszálnak. A tapétadizájnerek munkájukhoz ma már sokszor számítógépes szoftvereket használnak, és digitális formában dolgozzák ki a különféle dekorációkat.
A tapétadizájnerek leggyakrabban más művészeti területeken is aktívak, nem csak a falburkolatok mintáinak megtervezésében. Nem ritka, hogy emellett foglalkoznak például festőművészettel, belsőépítészettel vagy akár szobrászattal, és hogy a különféle művészeti területeken megjelenő motívumok, stílusok befolyásolják más munkáikat is.

## Ismert tapétadizájnerek

### Arne Jacobsen
1902-ben született Dánia fővárosában, Koppenhágában. Dizájneri karrierjét már hazájában elkezdte, ám 1940-ben zsidó származása miatt Svédországba kellett menekülnie. Munkássága, életműve itt teljesedett ki, új tapétastílusokat dolgozott ki és rengeteg művészt, dizájnert gyűjtött maga köré.
Élete során nem csak tapétákat tervezett, dolgozott bútortervezőként, kertépítőként és építészként is.

### Stig Lindberg
1916-ban született Svédországban. A svéd újhullám egyik legismertebb alakja és a 20. század második felének egy legegyedülállóbb munkássággal rendelkező svéd dizájnere.
Munkái általában kedvesek, humorosak, gyakran illusztrált gyerekek számára készülő könyveket vagy éppen berendezési tárgyakat rajzaival. A tapétákon túl játékkártyát, televíziót, kerámiákat és csomagolópapírt is tervezett.

### Sven Markelius
A svéd fővárosban, Stockholmban született 1889-ben.
Dizájneri karrierjére az egyik legnagyobb hatást a Walter Gropiusszal való találkozás tette, amelyre Németországban, a BAUHAUS iskolában került sor.
Karrierje során tervezett többek között tapétákat, bútorokat, dekorációkat és különféle textil nyomatokat is. Külföldön leginkább ez utóbbiak révén vált ismertté, saját egyedi stílusa már munkássága korai éveiben is személyes védjegyévé vált, amelyet a szakmabeliek azonnal felismertek. Egyik legismertebb munkája a Pythagorsa-szövet, az egyik legbonyolultabb létező textilnyomat, amely a New Yorkban található ENSZ-palota egyik előadótermét díszíti még napjainkban is.

### Karl Axel Pehrshon
1921-ben, a Svédország déli részén található Örebro kisvárosban született. Élete során számos művészeti formát kipróbált, a 20. századi svéd képzőművészet egyik legismertebb alakja. Dolgozott festőként, dizájnerként és szobrászként is. Gyakran vett részt különböző nyilvános helyek, középületek, metróállomások tervezésében is.
Művészetében a legjellemzőbb a természetes mintázatok, motívumok beépítése. Munkái részletgazdagok és mozgalmasak, jellemzően rengeteg növényt ábrázolnak. Ezeket a motívumokat minden általa megalkotott művön felfedezhetjük, legyenek azok akár szobrok, textíliák, tapéták vagy éppen festmények.
Egyik legismertebb munkája a Delfinisk Rörelse című festmény, amelyet felhasználtak többek között tapétamintaként is.

### Ingela Wingborg
Svéd dizájner, akit elsősorban arról ismernek, hogy ő tervezte a Minden Nap (Every Day) kollekciót. Olyan minták megtervezésére törekedett, amelyek között az emberek ellazulnak, megnyugodnak és képesek teljes mértékben kikapcsolódni. A grafikák halványak, nem jellemzik az éles formák és vonalak és a tervező szándéka szerint mindezzel a skandináv életérzést közvetítik.

### Hanna Wendelbo-Hansson
Svéd dizájner, akinek legismertebb munkája a Falsterbo és Lilleby tapéta katalógusok. Elsősorban gyermekek számára tervez és alkot, munkái így könnyedek, humorosak és vidámak, gyakran jelennek meg rajtuk különféle állatfigurák és természeti motívumok is.

### Ulrica Hurtig
Svéd tapétadizájner, akinek legismertebb munkája a Vintage kollekció. Munkáit a kopottas és régies hatású felületek, a „kopott, sikkes romantika” és az ipar letisztult, nyers formái keverednek bennük.

### Hanna Werning
21. századi svéd tapétadizájner, akit már munkássága első éveiben is számos szakmai elismeréssel jutalmaztak egyedi alkotásaiért. Az Elle Interiör Design díjat három alkalommal is elnyerte, 2004-ben, 2007-ben és 2008-ban. Diplomáját a nagy-britanniai Central Saint Martins College-ben szerezte meg, Svédországba 2004-ben tért vissza. Nem csak tapétatervezéssel foglalkozik, korábban számos nagy európai vállalat számára végzett már változatos lakberendezési munkákat. Munkaadói között olyan vállalatok is megtalálhatóak, mint az IKEA, Rörstrand, Eastpak és a Dagmar.
Munkáiban elsősorban a természetes motívumok jelennek meg, a növényvilágtól átvett formák, vonalak, minták játsszák a főszerepet.